# Псурцев Микола Дем'янович
Микола Дем'янович Псурцев (4 лютого 1900, місто Київ — 9 лютого 1980, місто Москва) — радянський державний діяч, міністр зв'язку СРСР, генерал-полковник військ зв'язку. Кандидат у члени ЦК КПРС у 1961—1976 роках. Депутат Верховної Ради СРСР 4—9-го скликань. Герой Соціалістичної Праці (3.02.1975).

## Життєпис
Народився 23 січня (4 лютого) 1900 року в родині військового. У 1907 році поступив на навчання до Сергіївської, а потім до Арсенальської школи Києва. Закінчивши шкільне навчання, з вересня 1915 року — учень телеграфіста, телеграфіст станції Понирі Московсько-Курської залізниці, станції Курськ, потім працював в Фатезькій поштово-телеграфній конторі. З 1916 року — чиновник 8-го розряду в Курській привокзальній поштово-телеграфній конторі.
У лавах Червоної армії з 1918 року. Учасник Громадянської війни в Росії. З лютого по грудень 1918 року — червоноармієць загону І. С. Кожевникова на Українському фронті. З грудня 1918 року — телеграфіст штабу 9-ї армії; військовий комісар телеграфу управлінь зв'язку армії.
Член РКП(б) з липня 1919 року.
З липня 1920 по січень 1921 року — військовий комісар управління зв'язку 12-ї армії, відповідав за зв'язок магістралі Київ — Гомель — Орша — Мінськ. З січня 1921 року — військовий комісар відділу Управління зв'язку штабів України та Криму. З червня 1921 року — комісар 6-го полку зв'язку.
З листопада 1921 по 1924 рік навчався в Московській вищій військовій школі зв'язку, яку закінчив з відзнакою.
З липня 1924 року — помічник інспектора Управління зв'язку штабу Сибірського військового округу. З листопада 1927 року по липень 1930 року — командир і комісар 10-го окремого полку зв'язку, розквартированого в місті Костромі.
З липня 1930 по 1934 рік — студент факультету провідного зв'язку Ленінградської військово-технічної академії (електротехнічної академії зв'язку).
З 1934 року — помічник начальника Управління зв'язку Червоної армії, з лютого 1935 року — заступник начальника відділу бойової підготовки Управління зв'язку Червоної армії. З січня 1936 року — начальник вузла зв'язку Народного Комісаріату оборони СРСР. У травні 1937 року призначений начальником Центрального телефонно-телеграфного управління Народного Комісаріату зв'язку СРСР.
З березня 1938 року — уповноважений Народного Комісаріату зв'язку СРСР по Далекосхідному краю. З квітня 1939 року — начальник навчального відділу Військової електротехнічної академії Червоної армії.
Під час радянсько-фінської війни 1939—1940 років — начальник зв'язку Північно-Західного фронту на Карельському перешийку.
З червня 1940 року — заступник начальника Управління зв'язку Червоної армії. Під час німецько-радянської війни служив начальником управління зв'язку Західного напрямку і Західного фронту (липень 1941 — лютий 1944 року), забезпечував зв'язок штабу фронту з військами в оборонних боях у Білорусії, під Смоленськом, в битві під Москвою, в Ржевсько-Вяземській, Спас-Дем'янській та Вітебській операціях. З лютого 1944 року — 1-й заступник начальника Головного управління зв'язку Червоної армії.
У 1945 році брав безпосередню участь у війні з Японією на посаді начальника Управління зв'язку штабу Головнокомандувача радянськими військами на Далекому Сході.
Після війни продовжив службу в армії. З квітня 1946 року — начальник зв'язку Генерального штабу Збройних сил СРСР.
У листопаді 1947 — 30 березня 1948 року — 1-й заступник міністра зв'язку СРСР.
30 березня 1948 — 3 вересня 1975 року — міністр зв'язку СРСР.
З вересня 1975 року — персональний пенсіонер союзного значення в Москві.
Помер 9 лютого 1980 року. Похований в Москві на Новодівочому цвинтарі.

## Військові звання
- генерал-майор військ зв'язку (4.06.1940)
- генерал-лейтенант військ зв'язку (27.07.1942)
- генерал-полковник військ зв'язку (20.04.1945)

## Нагороди
- Герой Соціалістичної Праці (3.02.1975)
- п'ять орденів Леніна (21.02.1945; 3.02.1960; 18.07.1966; 3.02.1970; 3.02.1975)
- орден Жовтневої Революції (1.02.1980)
- чотири ордени Червоного Прапора (21.03.1940; 2.01.1942; 9.11.1944; 24.06.1948)
- орден Кутузова І ст. (8.09.1945)
- орден Кутузова ІІ ст. (28.09.1943)
- орден Суворова ІІ ст. (9.04.1943)
- лицар-командор ордена Британської Імперії (Велика Британія) (1944)
- медалі